# Polina Mónova
Polina Ivánovna Mónova (en ruso: en ruso: Полина Ивановна Монова; nacida 6 de abril de 1993) es una jugadora de tenis rusa.
Mónova tiene como mejor ranking de sencillos, el número 160 del mundo, logrado en junio de 2017. También tiene como mejor ranking de dobles, el número 141, logrado en noviembre de 2015. Mónova ha ganado hasta la fecha 9 títulos individuales y 25 de dobles en el circuito ITF.

## Títulos ITF

### Singles (9)
| Leyenda                   |
| ------------------------- |
| $100,000 torneos          |
| $80,000 torneos           |
| $60,000 torneos           |
| $25,000 torneos           |
| $10,000 / $15,000 torneos |

| Núm. | Fecha                    | Torneo                     | Superficie | Adversario           | Puntuación    |
| ---- | ------------------------ | -------------------------- | ---------- | -------------------- | ------------- |
| 1.   | 15 de septiembre de 2012 | Astaná, Kazajistán         | Dura       | Alexandra Romanova   | 3–6, 6–3, 6–2 |
| 2.   | 3 de mayo de 2014        | Andijan, Uzbekistán        | Dura       | Sviatlana Pirazhenka | 6–2, 6–2      |
| 3.   | 22 de mayo de 2016       | Tel Aviv-Ramat Gan, Israel | Dura       | Vlada Ekshibarova    | 4–6, 6–1, 6–4 |
| 4.   | 19 de junio de 2016      | Fergana, Uzbekistán        | Dura       | Sabina Sharipova     | 6–3, 0–6, 6–4 |
| 5.   | 28 de enero de 2017      | Almaty, Kazajistán         | Dura (i)   | Ekaterina Kazionova  | 6–3, 6–3      |
| 6.   | 25 de febrero de 2017    | Moscú, Rusia               | Dura (i)   | Alina Silich         | 6–1, 6–1      |
| 7.   | 19 de marzo de 2017      | Sharm El Sheikh, Egipto    | Dura       | Elixane Lechemia     | 2–6, 7–5, 6–4 |
| 8.   | 30 de abril de 2017      | Qarshi, Uzbekistán         | Dura       | Olga Ianchuk         | 4–6, 6–3, 6–3 |
| 9.   | 10 de junio de 2017      | Namangan, Uzbekistán       | Dura       | Gozal Ainitdinova    | 1–6, 6–1, 6–2 |